# Uche Sabastine
Uche Great Sabastine (Enugu, 9 giugno 2000) è un calciatore nigeriano, attaccante dell'Akwa United.

## Carriera

### Club
Sabastine ha giocato con la maglia dell'Ifeanyi Ubah, per poi passare all'Akwa United. In seguito, si è trasferito al Kano Pillars. Il 12 maggio 2021 è stato ufficializzato il suo passaggio in prestito ai norvegesi dello Stabæk. Ha esordito in Eliteserien il successivo 24 giugno, sostituendo Oliver Edvardsen nella sconfitta casalinga per 0-2 subita contro il Vålerenga. Il 31 agosto 2021, il prestito del calciatore è stato interrotto.
Rientrato al Kano Pillars, il 9 febbraio 2022 è stato ceduto nuovamente in prestito, stavolta agli svedesi dell'Östersund. Ha debuttato in Superettan il 3 aprile seguente, subentrando a Jordan Attah Kadiri nella partita persa in casa contro lo Skövde AIK col punteggio di 2-3. Al termine del prestito, è tornato nuovamente al Kano Pillars.
In vista della stagione 2023-2024, Sabatine si è trasferito a titolo definitivo agli albanesi dello Skënderbeu. L'esordio in Kategoria Superiore è arrivato in data 1º ottobre 2023, quando ha sostituito Ardit Nikaj nel successo casalingo per 1-0 contro il Partizani Tirana.
Svincolato alla fine di questa esperienza, ha dunque fatto ritorno in patria per giocare nuovamente nell'Akwa United.